# محاصره سمرقند (۱۴۹۶-۱۴۹۴)
برای دیگر کاربردها محاصره سمرقند را ببینید.
پس از مرگ پادشاه ابوسعید میرزا، نوهٔ بزرگ امیر تیمور گورکانی (تیمور لنگ)، امپراتوری تیموری او میان چهار پسرش تقسیم شد.
- عمر شیخ میرزای دوم، پادشاه فرغانه
- سلطان احمد میرزا، پادشاه سمرقند، بخارا و حصار
- سلطان محمود میرزا، پادشاه بلخ
- الغ بیگ دوم، پادشاه کابل

جنگ داخلی میان دو برادر عمر شیخ میرزای دوم (پدر بابر)، پادشاه فرغانه و سلطان احمد میرزا، پادشاه سمرقند و بخارا در سال ۱۴۹۲ در جریان بود که عمر شیخ به دلایل طبیعی مرد و پسرش بابر ۱۲ ساله را با مسئولیت پادشاهی خود تنها گذاشت.
احمد میرزا پادشاه سمرقند، عموی بابر در حمله به پادشاهی بابر وقت تلف نکرد اما در تلاش خود ناکام ماند. احمد میرزا نیز بعداً به دلایل طبیعی درگذشت.
پس از مرگ سلطان احمد میرزا، سلطان محمود میرزا پادشاه بلخ به سوی سمرقند حرکت کرد و نزدیک به پنج یا شش ماه در آنجا سلطنت کرد و برپایهٔ گزارشات تلاش در تنظیم مالیات و نیرومندسازی ارتش خود داشت.
اما با مرگ سلطان احمد میرزا، سلطان محمود میرزا و عمر شیخ میرزای دوم که همه در طی یک سال اتفاق افتاد، اختلافات داخلی شدت گرفت.
ثروتمندترین امیران تلاش می‌کردند از تیموریان کودک استفاده کنند و ترجیح می‌دادند ضعیف‌ترین آنها را به تخت پادشاهی بنشانند.
سلطان علی میرزا ابن محمود میرزا در بخارا حاکم شد.
اما به سلطنت رسیدن سلطان جوان تیموری، بایسنقر میرزا بن محمود میرزا در سمرقند، فرمانداران سایر استان‌ها را برانگیخت.
سلطان علی میرزا بن محمود میرزا برای لشکرکشی علیه سمرقند، بخارا را ترک کرد، ولی باشندگان این شهر ایستادی سختی نشان دادند.
این رویدادها و سردرگمی و هرج‌ومرج که با توسل به آن در حکومت سمرقند شرکت داشتند، از نظر بابر که می‌خواست بخت خود را بیازماید دور نماند.
در سال ۱۴۹۶، بابر ۱۵ ساله برای حمله به سمرقند لشکر کشید.
در همان وقت و با همان انگیزه‌ها سلطان مسعود میرزا بن محمود میرزا برادر بزرگتر سلطان علی میرزا و بایسنقر میرزا در راه محاصرهٔ شهر بود.
بدین ترتیب آن شهر نگون‌بخت؛ نگون‌بختی‌ای که از همان سرمایه و شکوفایی پیشینش سرچشمه می‌گرفت هم‌زمان از سه سو، و در بازوان سه قدرت گوناگون، خود را تحت محاصره دید.
بابر که از اندیجان به سمت سمرقند پیشروی کرده بود و مسعود میرزا از حصار و سلطان علی از بخارا.

## محاصره
سلطان علی به بابر پیشنهاد ورود به یک پیمان همبستگی و همکاری متقابل را داد. که بابر مشتاقانه پذیرفت.
شمار محدودی پیرو این پیمان شدند ولی چون پاییز در حال نزدیک شدن به پایان بود و زمستان به سرعت نزدیک می‌شد و از آنجا که کشور سمرقند از حضور شمار فراوان ارتش‌ها خسته بود و روی‌هم‌رفته قادر به تهیهٔ مقدمات و نیازهای لازم برای نیروها نبود همه شاهزادگان مهاجم باید به سرزمین‌های خودشان عقب‌نشینی می‌کردند. با این حال، بابر و سلطان علی تصمیم گرفتند که به محض پایان فصل زمستان آنها برگردند و دوباره شهر را محاصره کنند.